# Línea Escárcega-Palenque
La línea Escárcega-Palenque, es el tramo  del Tren Maya que une las estaciones de Palenque y Escárcega. Tiene una sola vía en todo el trazado a excepción de los viaductos, los cuales son de doble vía.

## Historia
La construcción inició simbólicamente el 16 de diciembre de 2018, mediante la colocación simbólica de su primer durmiente, en Palenque.
El 2 de abril se llevó a cabo la apertura y recepción de 14 propuestas de empresas y consorcios para la licitación de la línea, el cual sería el Tramo 1 del Tren Maya. El 23 de abril de 2020, el Fondo Nacional de Fomento al Turismo (Fonatur) emitió el fallo de la licitación pública internacional para la construcción del Tramo 1 del Proyecto Tren Maya, resultando ganador el consorcio Mota-Engil México SAPI de C.V. en convenio con China Communications Construction Company LTD, Grupo Cosh S.A. de C.V. Eyasa S. de R.L de C.V y Gavil Ingeniería S.A.. La empresa ganadora propuso la oferta económica más solvente para el proyecto con un monto de $15,538,133,056.79 pesos mexicanos. La construcción comenzó formalmente en junio de 2020.

## Características
La línea cuenta con 4 estaciones y 2 paraderos que darán servicio al Tren Maya. También cuenta con una base de mantenimiento en Tenosique y talleres y cocheras en Escárcega.
Las obras complementarios de la línea son:
- 12 puentes
- 383 obras de drenaje transversal
- 4 viaductos
- 176 puentes vehiculares, peatonales y de fauna

## Servicio
Las estaciones que estarán en la línea para dar servicio son:
| Servicio  | <<       | >>        | Paradas intermedias · en la línea                    | Tren                     |
| --------- | -------- | --------- | ---------------------------------------------------- | ------------------------ |
| Tren Maya | Palenque | Escárcega | Boca del Cerro · Tenosique · El Triunfo · Candelaria | X'Trapolis Tsíimin K’áak |